# Марихолодмаш
ПХО «Марихолодмаш» («МХМ») — советское/российское предприятие, основанное в 1941 году в городе Йошкар-Ола, Республика Марий Эл. Выпускает широкий ассортимент холодильного и торгового оборудования.

## История
Завод «Марихолодмаш» был основан в 1941 году (эвакуирован из Киева) и специализировался по выпуску снарядов, торговых весов и другого торгового инвентаря.
Во время Великой Отечественной войны осуществлял выпуск снарядов для снабжения фронта.
С 1960 года завод специализируется по производству торгового холодильного оборудования. На заводе были произведены первые отечественные холодильные шкафы и холодильные камеры.

## Деятельность
В настоящее время завод «Марихолодмаш» предлагает широкую гамму современного торгового холодильного оборудования.
На рынок выставляются модельные ряды холодильных витрин — «Илеть», «Таир», «Нова» «Купец» и «Veneto».
В 2012 году «Марихолодмаш» запустил в производство новую серию среднетемпературных холодильных шкафов «Капри». Для их производства была смонтирована и запущена современная линия металлообработки производства Salvagnini (Италия) и линия по выпуску шкафов производства Meccanica NAI (Италия).
Также в ассортименте выпускаемой продукции предприятия такое оборудование для торговли, как прилавки холодильные, кассовые боксы, торговые стеллажи, бонеты и горки. Предприятие производит холодильные камеры, моноблоки, сплит-системы и прочее.